# Eugenia scortechinii
Eugenia scortechinii е вид растение от семейство Миртови (Myrtaceae). Видът е незастрашен от изчезване.

## Разпространение
Разпространен е в Малайзия и Сингапур.